# Impatiens geniorum
Impatiens geniorum är en balsaminväxtart som beskrevs av Jean-Henri Humbert. Impatiens geniorum ingår i släktet balsaminer, och familjen balsaminväxter. Inga underarter finns listade i Catalogue of Life.